# Águas de Chapecó
Águas de Chapecó is een gemeente in de Braziliaanse deelstaat Santa Catarina. De gemeente telt 6.354 inwoners (schatting 2009).